# 1000-km-Rennen von Buenos Aires 1958

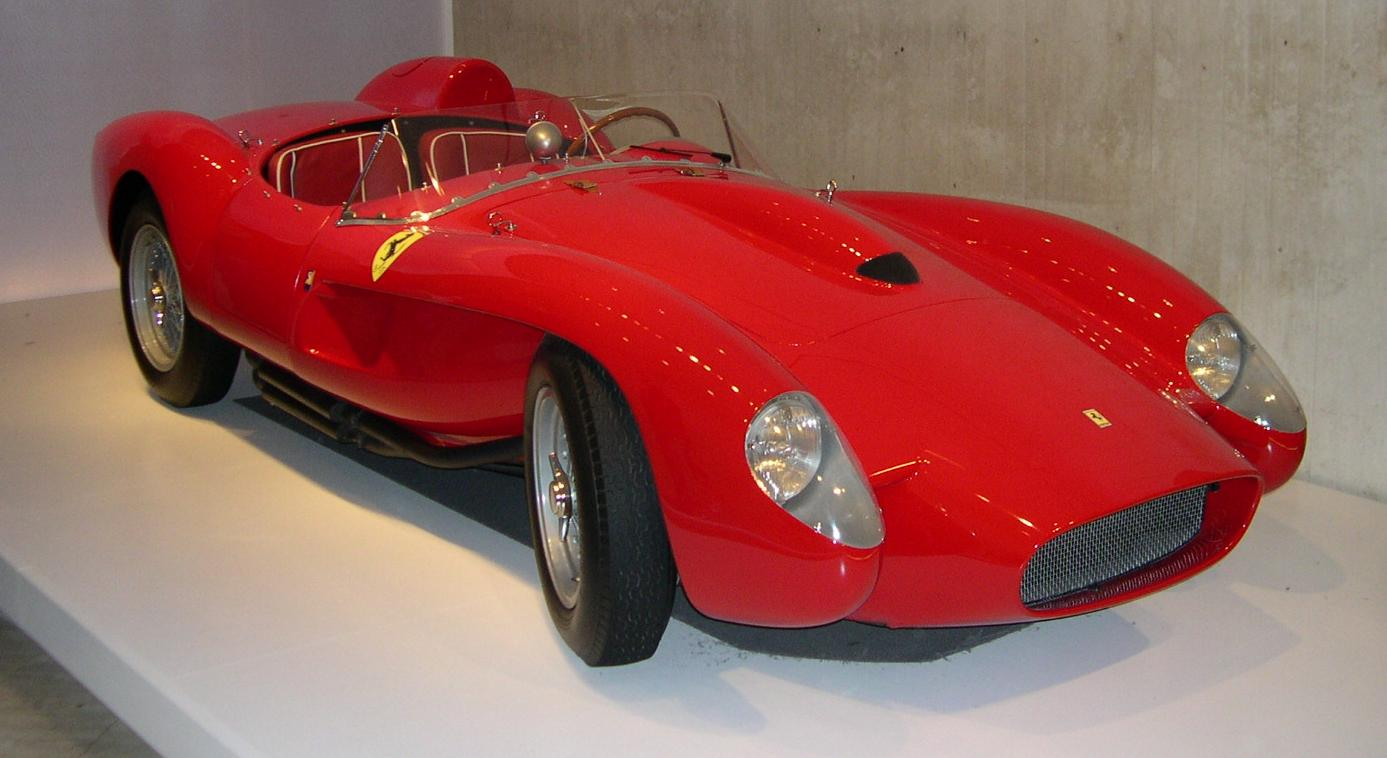
Feierte 1958 in Buenos Aires den ersten Sieg in der Sportwagen-Weltmeisterschaft; der Ferrari 250 Testa Rossa

Das fünfte  1000-km-Rennen von Buenos Aires, auch 1000 Kilometres of Buenos Aires Sports Car Race, Autódromo Municipal y Avenida Paz, fand am 26. Januar 1958 auf dem Autódromo Municipal-Avenida Paz statt und war der erste Wertungslauf der Sportwagen-Weltmeisterschaft dieses Jahres.

## Das Rennen
Die Sportwagen-Weltmeisterschaft 1958 begann auf demselben Kontinent, auf dem die Sportwagen-Weltmeisterschaft 1957 geendet hatte; Südamerika. Das letzte Rennen 1957, das 1000-km-Rennen von Caracas endete mit einem Sieg der Scuderia Ferrari und deren Fahrer Peter Collins und Phil Hill, die auch bei ersten Rennen 1958 in Buenos Aires siegreich blieben.
Im Training hatte der von Scuderia Centro Sud gemeldete Maserati 300S von Stirling Moss und Jean Behra einen Motorschaden. Daraufhin stellte Porsche-Rennleiter Fritz Huschke von Hanstein den beiden kurzerhand einen Werkswagen zur Verfügung, mit dem Moss und Behra Dritte in der Gesamtwertung wurden und einen Klassensieg errangen.
Das Rennen war von einem tragischen Unfall überschattet. In der achten Runden verunglückte der Argentinier Jorge Magnasco, der einen Maserati 300S fuhr, tödlich.

## Ergebnisse

### Schlussklassement
| 1               | S 3.0 | 2  | Scuderia Ferrari           | Peter Collins Phil Hill                                      | Ferrari 250TR/58                             | 106 |
| 2               | S 3.0 | 4  | Scuderia Ferrari           | Wolfgang Graf Berghe von Trips Olivier Gendebien Luigi Musso | Ferrari 250TR/58                             | 106 |
| 3               | S 2.0 | 48 | Fritz Huschke von Hanstein | Stirling Moss Jean Behra                                     | Porsche 550 RS 1.6                           | 106 |
| 4               | S 3.0 | 26 | Piero Drogo                | Piero Drogo Sergio Gonzalez                                  | Ferrari 250TR Spyder                         | 102 |
| 5               | S 1.5 | 50 | Porsche                    | Edgar Barth Roberto Mieres Anton von Döry                    | Porsche 550 RS                               | 99  |
| 6               | S 2.0 | 34 |                            | Gino Munaron Luciano Mantovani                               | Ferrari 500TR                                | 98  |
| 7               | S 3.0 | 28 |                            | Luis Milán Antônio Mendes de Barros                          | Maserati 300S                                | 98  |
| 8               | S 3.0 | 10 |                            | Maurice Trintignant François Picard                          | Ferrari 250 GT LWB Berlinetta Scaglietti TdF | 97  |
| 9               | S 1.5 | 44 |                            | Ricardo Grandío Eduardo Kovacs-Jones                         | Osca F2/S 1500                               | 95  |
| 10              | S 1.5 | 52 |                            | Jaroslav Juhan Hubert Wiesse                                 | Porsche 550 RS                               | 94  |
| 11              | S 2.0 | 38 |                            | Julio Guimarey Carlos Guimarey                               | Maserati A6G                                 | 80  |
| Ausgefallen     |       |    |                            |                                                              |                                              |     |
| 12              | S 1.5 | 42 |                            | Roberto Bonomi Luigi Piotti                                  | Osca S1500                                   | 75  |
| 13              | S 1.5 | 40 |                            | Alberto Rodríguez Larreta Maria Teresa de Filippis           | Osca TN1500                                  | 71  |
| 14              | S 3.0 | 24 |                            | Celso Lara Barberis Eugenio Martins                          | Ferrari 750 Monza                            | 57  |
| 15              | S 2.0 | 32 |                            | Joakim Bonnier Masten Gregory                                | Maserati 200SI                               | 47  |
| 16              | S 3.0 | 22 |                            | Alvaro Piano Franco Bruno                                    | Ferrari 625TF                                | 42  |
| 17              | S 2.0 | 36 |                            | Gerino Gerini Giuseppe Musso                                 | Maserati 200SI                               | 30  |
| 18              | S 3.0 | 62 |                            | Stuart Monro Eduardo Dibós Chappuis                          | Mercedes-Benz 300 SL                         | 30  |
| 19              | S 3.0 | 12 | Scuderia Centro Sud        | Juan Manuel Fangio Paco Godia                                | Maserati 300S                                | 24  |
| 20              | S 1.5 | 54 |                            | Pedro von Döry Curt Delfosse                                 | Porsche 550                                  | 21  |
| 21              | S 3.0 | 20 |                            | Patricio Badaracco Federico Mayol                            | Aston Martin DB2                             | 15  |
| 22              | S 2.0 | 30 |                            | Giorgio Scarlatti Antonio Negri Bevilacqua                   | Maserati 200SI                               | 15  |
| 23              | S 3.0 | 14 | Jorge Magnasco             | Jorge Magnasco Juan Manuel Bordeu                            | Maserati 300S                                | 8   |
| 24              | S 3.0 | 8  | John von Neumann           | John von Neumann Wolfgang Seidel                             | Ferrari 250TR                                | 7   |
| 25              | S 1.5 | 46 | Isabelle Haskell           | Alejandro de Tomaso Isabelle Haskell                         | Osca F2/S 1500                               | 7   |
| 26              | S 3.0 | 6  | Scuderia Ferrari           | Luigi Musso Olivier Gendebien                                | Ferrari 250TR                                | 1   |
| Nicht gestartet |       |    |                            |                                                              |                                              |     |
| 27              | S 3.0 |    | Albert Gomez               | Albert Gomez                                                 | Lancia D23                                   | 1   |
| 28              | S 3.0 | 16 | Scuderia Centro Sud        | Stirling Moss Jean Behra                                     | Maserati 300S                                | 2   |
| 29              | S 1.5 | 56 |                            | Tomas Mayol Osvaldo Jose Mantega                             | Porsche 550                                  | 3   |
| 30              | S 1.5 | 56 |                            | Horacio Durado Horacio Carlomagno                            | Simca Huit                                   | 4   |

1 nicht gestartet
2 Motorschaden im Training
3 nicht gestartet
4 nicht gestartet

### Nur in der Meldeliste
Zu diesem Rennen sind keine weiteren Meldungen bekannt.

### Klassensieger
| Klasse | Fahrer        | Fahrer         | Fahrer         | Fahrzeug          | Platzierung im Gesamtklassement |
| ------ | ------------- | -------------- | -------------- | ----------------- | ------------------------------- |
| S 3.0  | Peter Collins | Phil Hill      |                | Ferrari 250TR/58  | Gesamtsieg                      |
| S 2.0  | Stirling Moss | Jean Behra     |                | Porsche 550 RS 16 | Rang 3                          |
| S 1.5  | Edgar Barth   | Roberto Mieres | Anton von Döry | Porsche 550 RS    | Rang 5                          |

### Renndaten
- Gemeldet: 30
- Gestartet: 26
- Gewertet: 11
- Rennklassen: 3
- Zuschauer: unbekannt
- Wetter am Renntag: warm und trocken
- Streckenlänge: 9,476 km
- Fahrzeit des Siegerteams: 6:19:55,400 Stunden
- Gesamtrunden des Siegerteams: 106
- Gesamtdistanz des Siegerteams: 1004,489 km
- Siegerschnitt: 158,636 km/h
- Pole Position: Phil Hill – Ferrari 250TR/58 (# 2) – 3:27,500 = 164,408 km/h
- Schnellste Rennrunde: Peter Collins – Ferrari 250TR/58 (#2) – 3:25.900 = 166,686 km/h
- Rennserie: 1. Lauf zur Sportwagen-Weltmeisterschaft 1958